# David Birke
David Birke ist ein US-amerikanischer Drehbuchautor.
Nach seinem Studium an der University of California in Los Angeles arbeitete Birke mehrere Jahre als Drehbuchschreiber vor allem für TV-Filme, TV-Serien, Soaps und Low-Budget-Horrorfilme.
Für sein Drehbuch des Oscar-nominierten Films Elle wurde er mit dem International Cinephile Society Award ausgezeichnet.

## Elle
David Birke verfasste das Drehbuch zu dem mehrfach ausgezeichneten Thriller Elle von Paul Verhoeven und mit Isabelle Huppert in der Hauptrolle. Das Drehbuch entstand auf der Grundlage des Romans Oh... des französischen Autors Philippe Djian, der 2012 mit dem französischen Literaturpreis Prix Interallié ausgezeichnet wurde.
Der Film sollte ursprünglich in den USA produziert und mit US-amerikanischen Schauspielern besetzt werden, daher wurde David Birke als Drehbuchautor engagiert. Zu diesem Zeitpunkt kannte Verhoeven zwar David Birke, wusste aber nicht, dass dieser bisher vor allem B-Movies geschrieben hatte. Verhoeven fand jedoch in Hollywood niemanden, der den Film finanzieren oder produzieren wollte und alle angefragten Schauspielerinnen lehnten die Rolle ab.
Isabelle Huppert, die das Buch kannte und selbst schon an eine Verfilmung gedacht hatte, sagte dagegen sofort zu.
Das in Englisch verfasste Drehbuch wurde daher verändert – die Geschichte spielt jetzt in Frankreich in einer Produktionsfirma für Videospiele und nicht mehr in Chicago oder Hollywood – und in enger Kooperation mit Birke und Verhoeven vom franko-britischen Drehbuchautor Harold Manning (* 1968) ins Französische übertragen.
Für sein Drehbuch wurde Birke außer mit dem International Cinephile Society Award auch mit dem Gaudí Award und dem César ausgezeichnet sowie für den Chicago Film Critics Award nominiert.

## Filmografie (Auswahl)
- 1991: The Horseplayer
- 1996: A Kidnapping in the Family
- 2002: Dahmer (zusammen mit David Jacobson)
- 2003: Gacy
- 2003: The Crawl Space
- 2004: Dark Town
- 2010: Freeway Killer
- 2014: 13 Sins
- 2016: Elle
- 2018: Slender Man
- 2021: Benedetta